# Melitaea jeholana
Melitaea jeholana is een vlinder uit de familie Nymphalidae. De wetenschappelijke naam van de soort is voor het eerst geldig gepubliceerd in 1939 door Shonen Matsumura.